# Frontera entre Cuba y Haití
La frontera entre Cuba y Haití es un límite internacional marítimo que discurre por el Paso de los Vientos, entre el mar Caribe y el Atlántico norte, y está definido por el acuerdo marítimo de 1977 entre ambos países insulares.
El acuerdo de 1977 fue firmado durante las administraciones del presidente del Consejo de Ministros de Cuba Fidel Castro y el presidente de Haití René Préval y avalado por la Organización de las Naciones Unidas.

## Descripción

### Acuerdo de Límite Marítimo Cuba-Haití de 1977
A pesar de no haber relaciones diplomáticas oficiales en ese momento entre los dos países, el tratado se firmó en La Habana, Cuba el 27 de octubre de 1977. El texto del acuerdo establece un límite que es una línea equidistante aproximada entre las dos islas en el Pasaje de Barlovento. El límite consta de 50 segmentos marítimos en línea recta definidos por 51 puntos de coordenadas individuales. La isla de Navaza, que se encuentra frente a la costa oeste de Haití y que de facto se encuentra bajo control de los Estados Unidos, no se tuvo en cuenta al calcular la línea equidistante aproximada del límite.
El tratado entró en vigor el 6 de enero de 1978 después de haber sido ratificado por ambos países. El nombre completo del tratado es Acuerdo entre la República de Haití y la República de Cuba sobre la delimitación de los límites marítimos entre los dos Estados.

## Biografía
Anderson, Ewan W. (2003). International Boundaries: A Geopolitical Atlas. Routledge: New York. ISBN 9781579583750; OCLC 54061586
Charney, Jonathan I., David A. Colson, Robert W. Smith. (2005). International Maritime Boundaries, 5 vols. Hotei Publishing: Leiden. ISBN 9780792311874; ISBN 9789041119544; ISBN 9789041103451; ISBN 9789004144613; ISBN 9789004144798; OCLC 23254092
- Datos: Q17351734